# Železničná spoločnosť Slovensko
Ne doit pas être confondu avec Železničná spoločnosť Cargo Slovakia.
Železničná spoločnosť Slovensko, a.s. (abréviation ZSSK) est une compagnie ferroviaire slovaque. Elle appartient à l'état slovaque et a son siège à la capitale Bratislava.

## Histoire
La compagnie est créée en 2005 de la séparation de Železničná spoločnosť, qui était alors chargée de l'ensemble des activités ferroviaires du pays, en deux entités : Železničná spoločnosť Slovensko, a.s. pour le transport de voyageurs et Železničná spoločnosť Cargo Slovakia pour le transport de marchandises.

## Réseau
Le réseau est électrifié sous deux tensions différentes : l'ouest est majoritairement électrifié en 25 kV - 50 Hz (courant alternatif), tandis que l'est l'est majoritairement en 3 kV (courant continu).
Le réseau est majoritairement construit à l'écartement standard, mais certaines lignes sont à l'écartement métrique (1000 mm) pour des dessertes dans le massif des Tatras, tandis que d'autres se situant à l'est de Kosice sont à l'écartement russe (1520 mm) pour des relations internationales avec l'Ukraine. 3500 km de voies sont exploitées à l'écartement standard, 100 km à l'écartement russe et 45 km à l'écartement métrique.
Exceptées quelques lignes autour de Bratislava et la ligne Bratislava - Kosice par Zilina, la grande majorité des lignes ne sont pas aptes à une vitesse supérieure à 100 km/h.

## Matériel roulant
La compagnie possède un parc varié : locomotives monocourant, bicourant ou diésel souvent héritées de l'époque tchécoslovaque et des autorails électriques et diésel, tel le Stadler GTW 2 (séries 495.95 et 425.95) ou le Škoda 7Ev EMUs. La série 561 est constituée de 8 Stadler KISS monocourants (1500 V continu) et la série 671 est constituée de 19 CityElefant, trouvables aussi en République Tchèque. Du côté des locomotives, on trouve notamment des Siemens Vectron, des Skoda 109 E, également trouvables en Allemagne, des Skoda 71 E (série 361), des séries 756 et 757, héritage des chemins de fer tchécoslovaques.

## Galerie de photographies

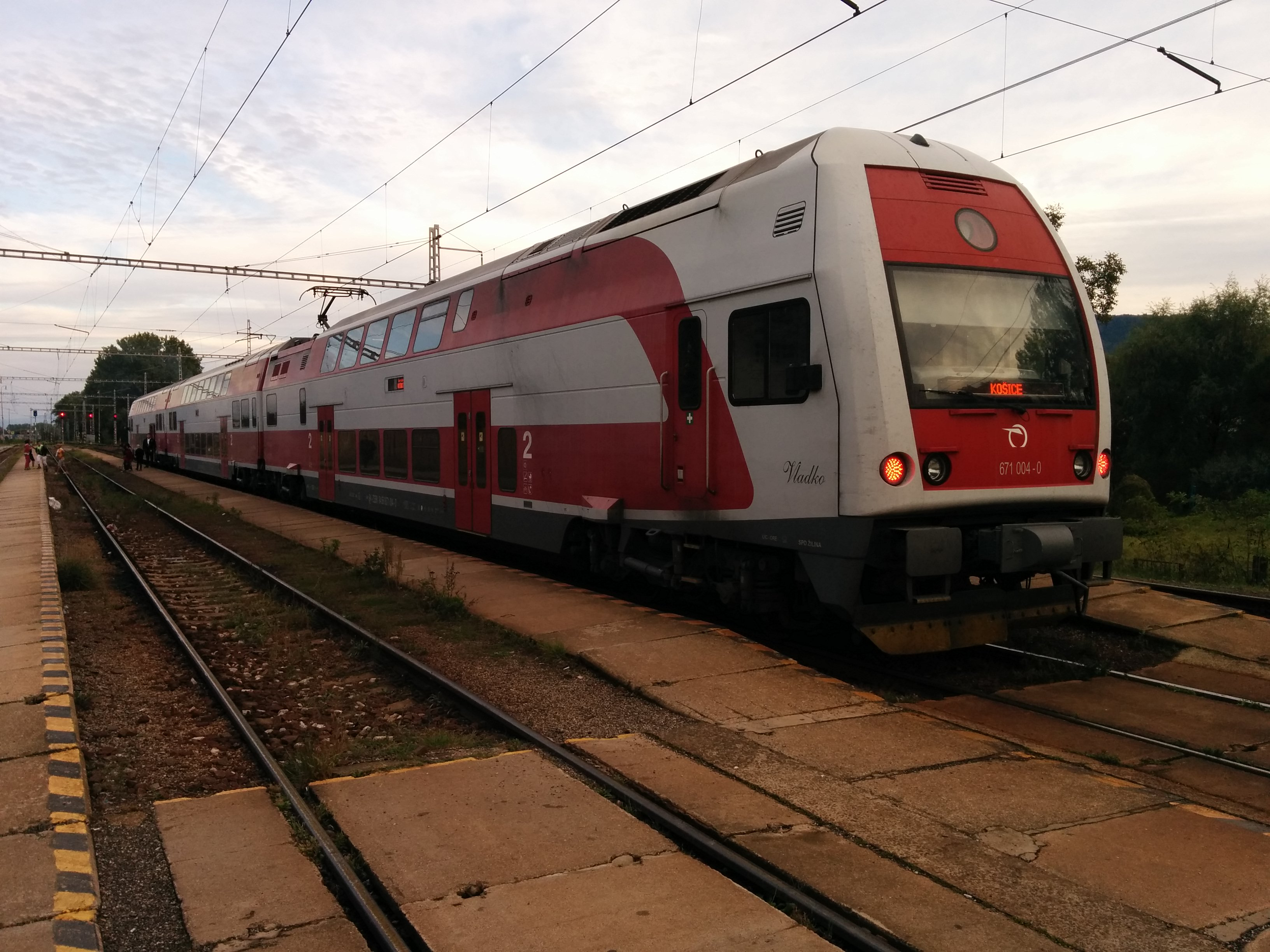
Un train de la série 671
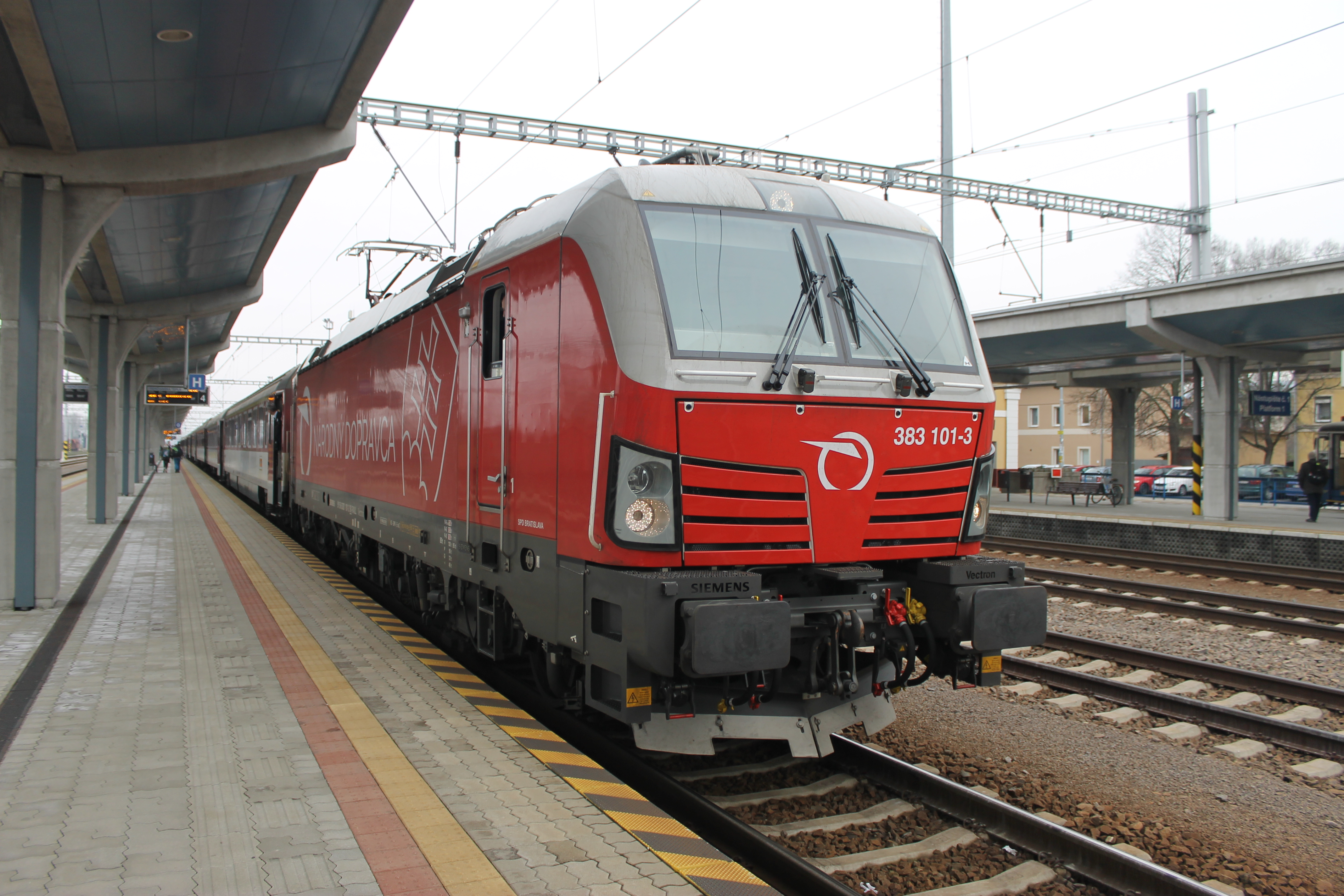
Une Siemens Vectron
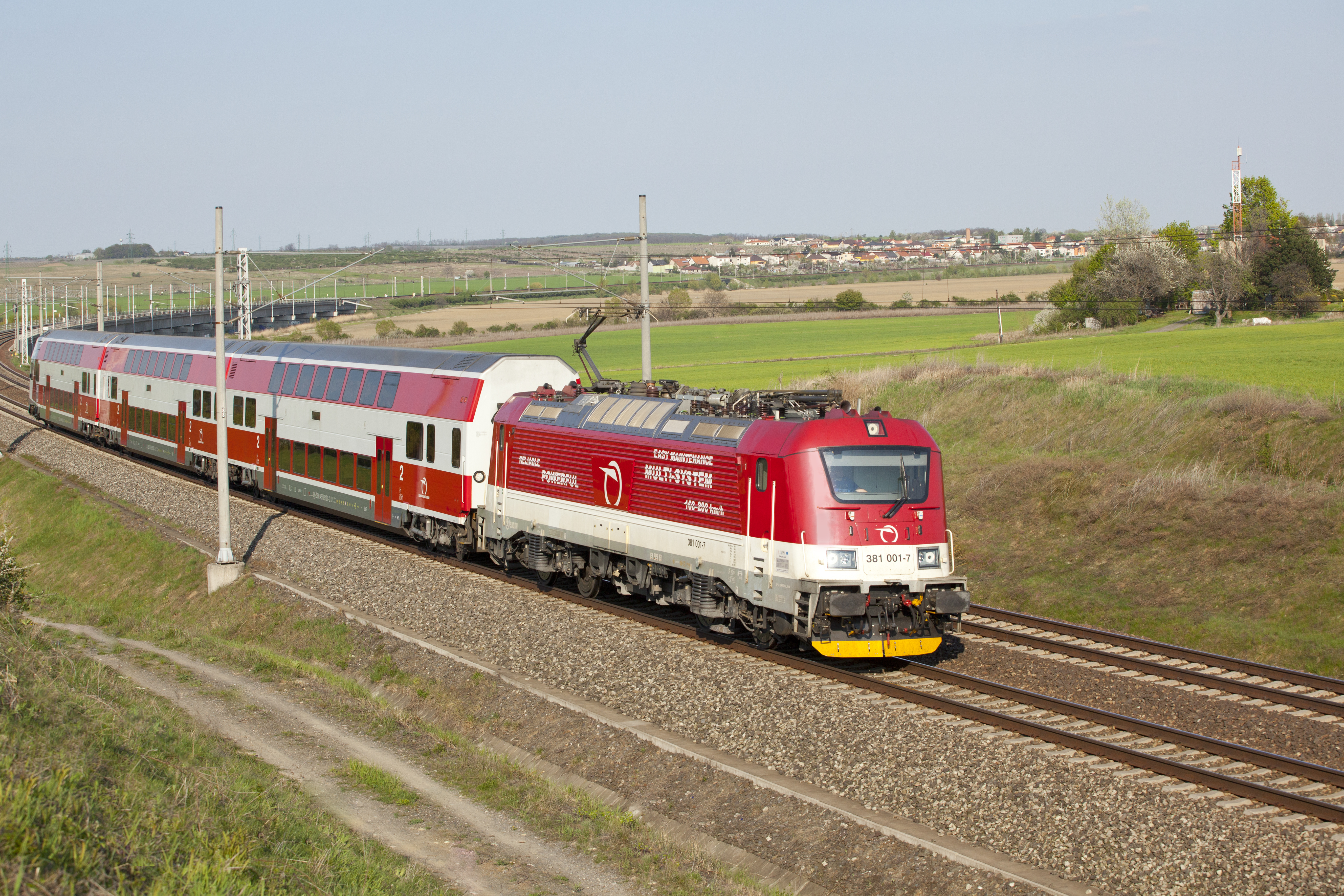
Une locomotive de la série 381 et du type Skoda 109 E
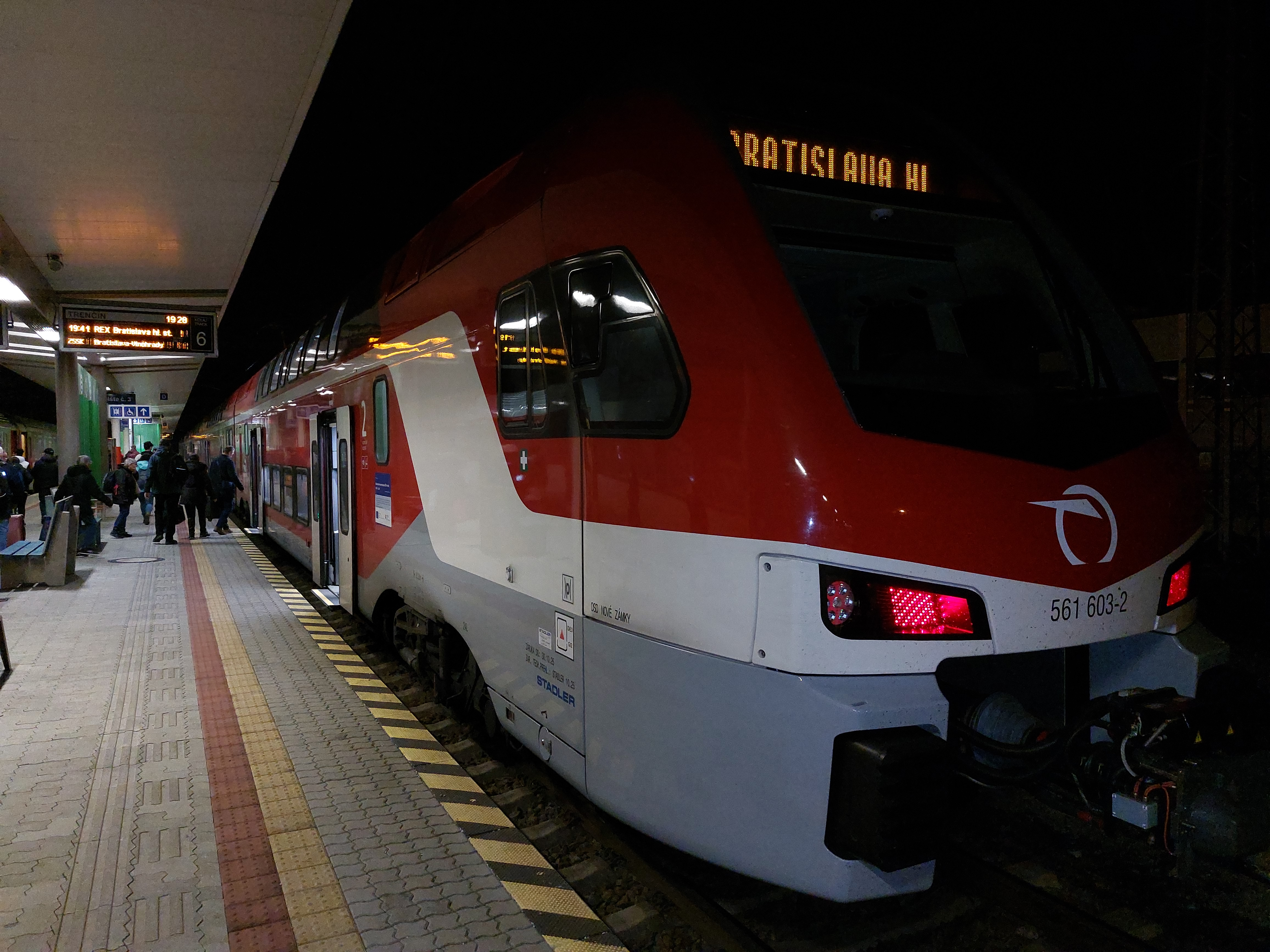
Un Stadler KISS
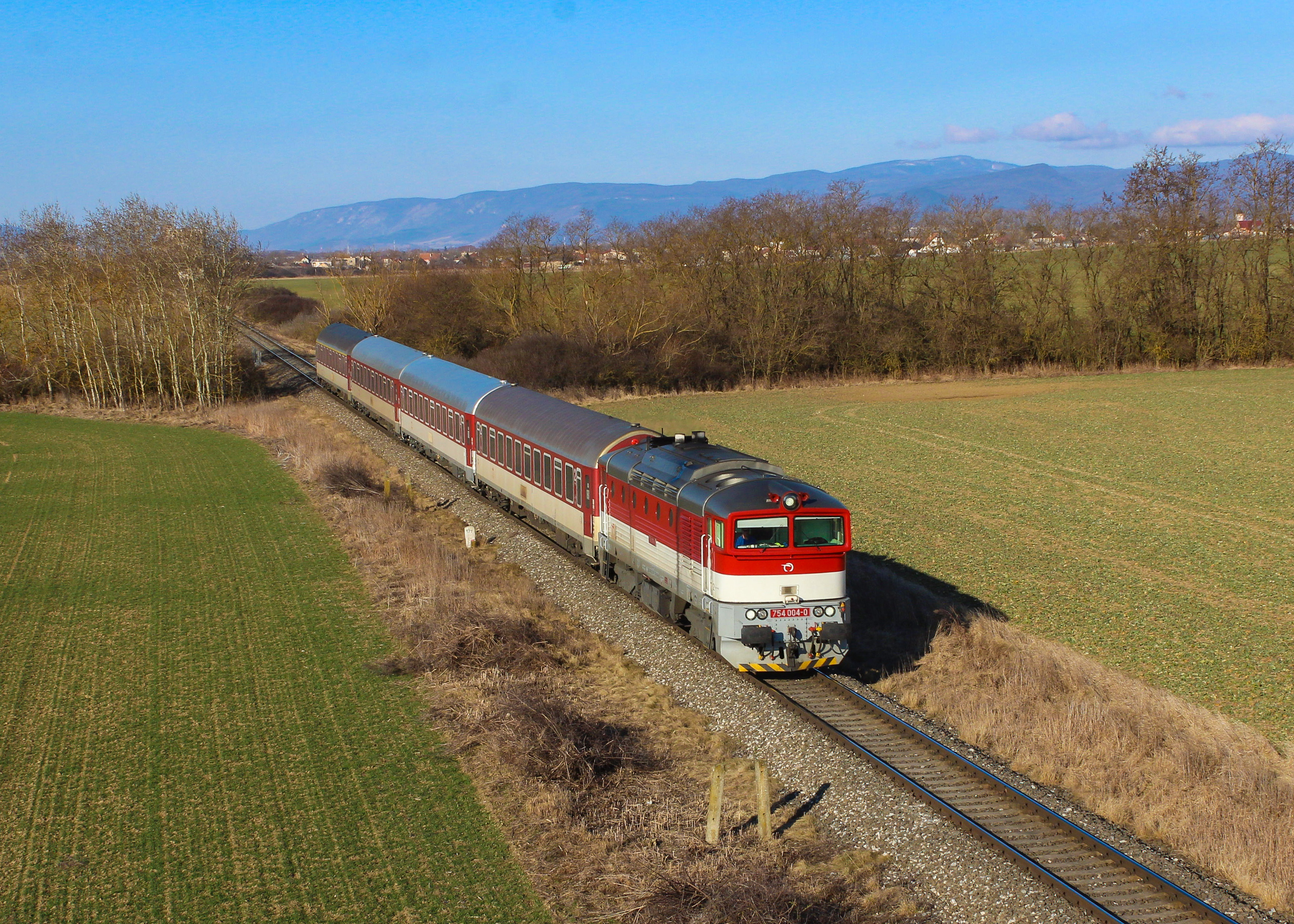
Une locomotive de la série 754
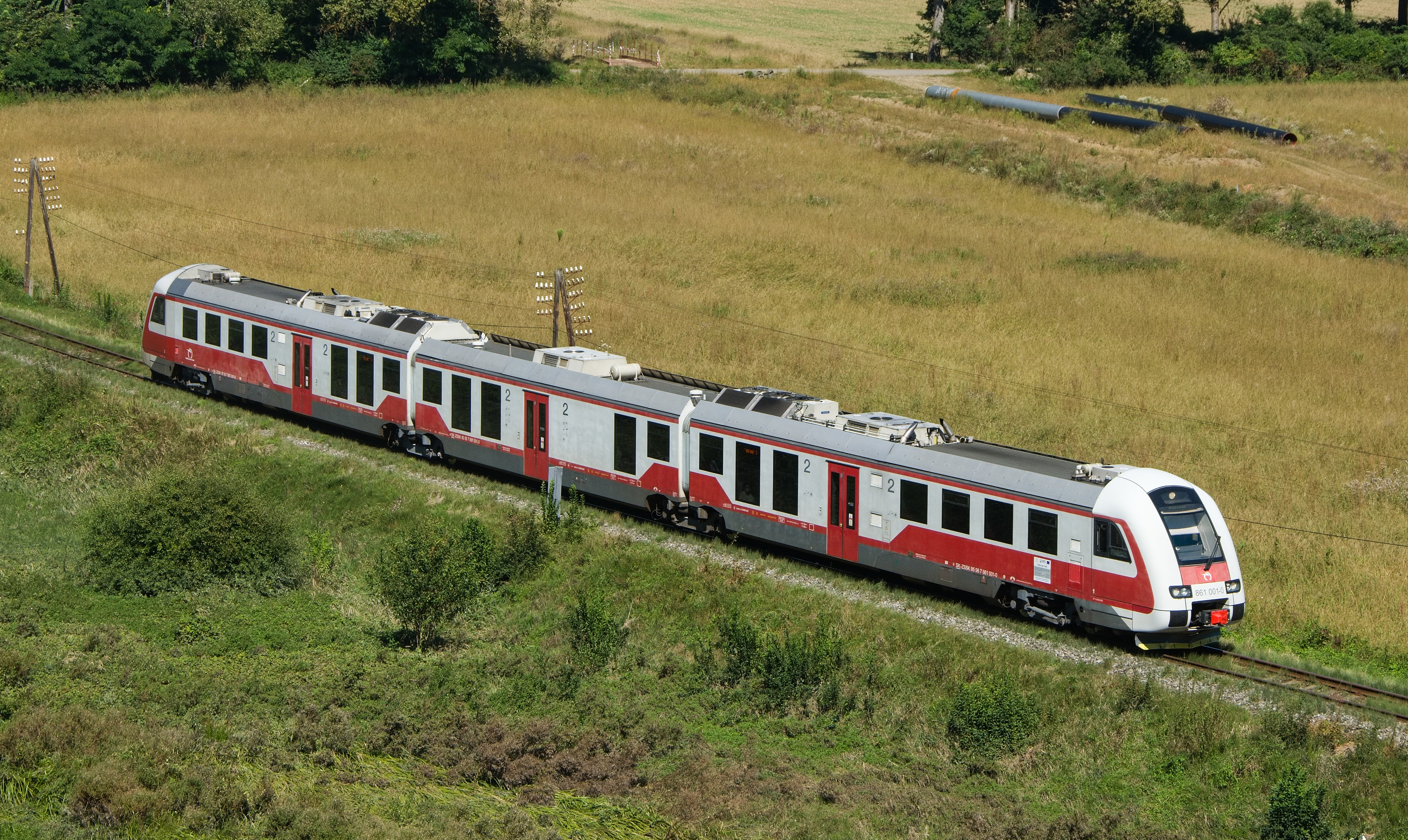
Un train de la série 861
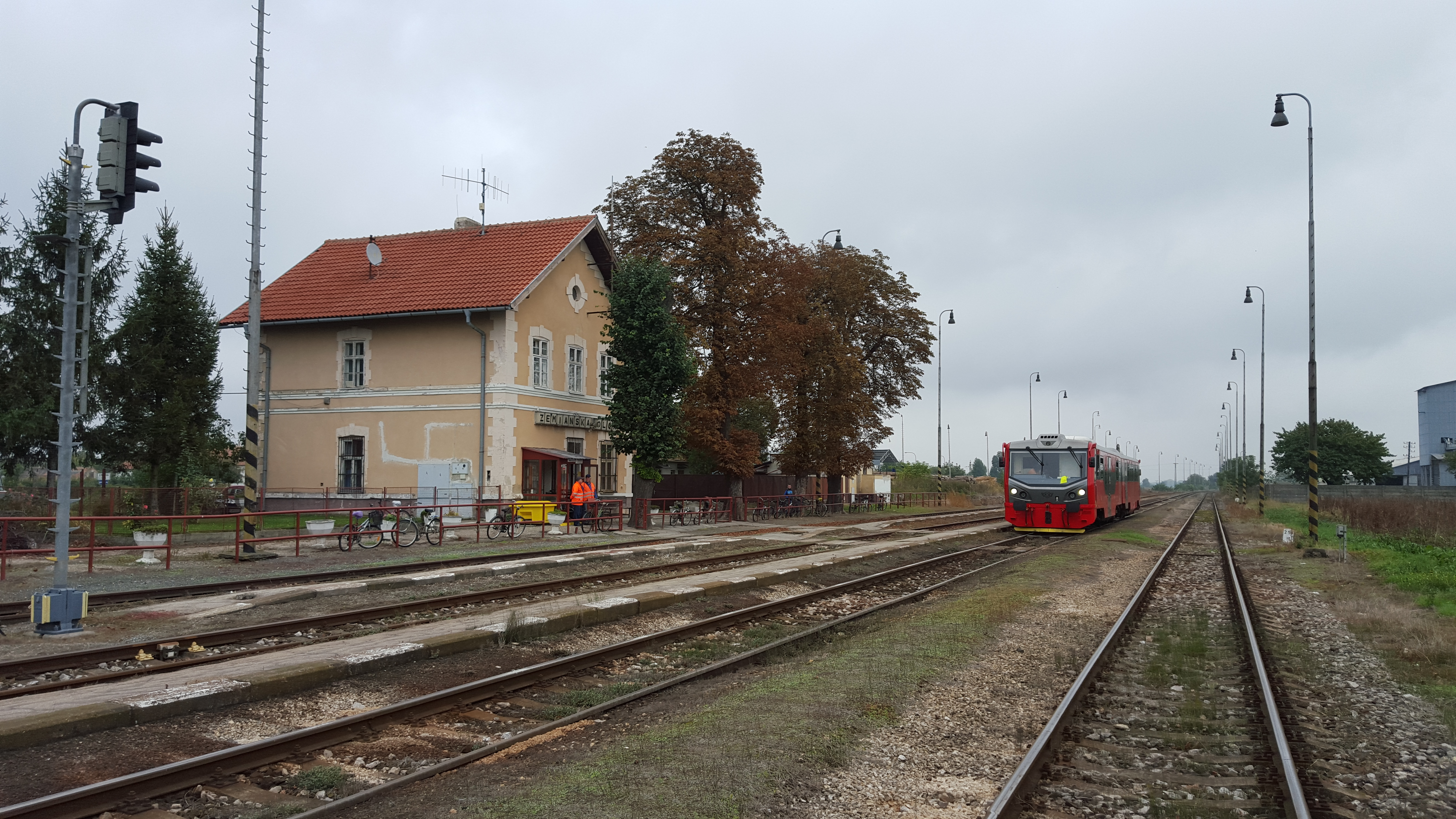
Série 813.1
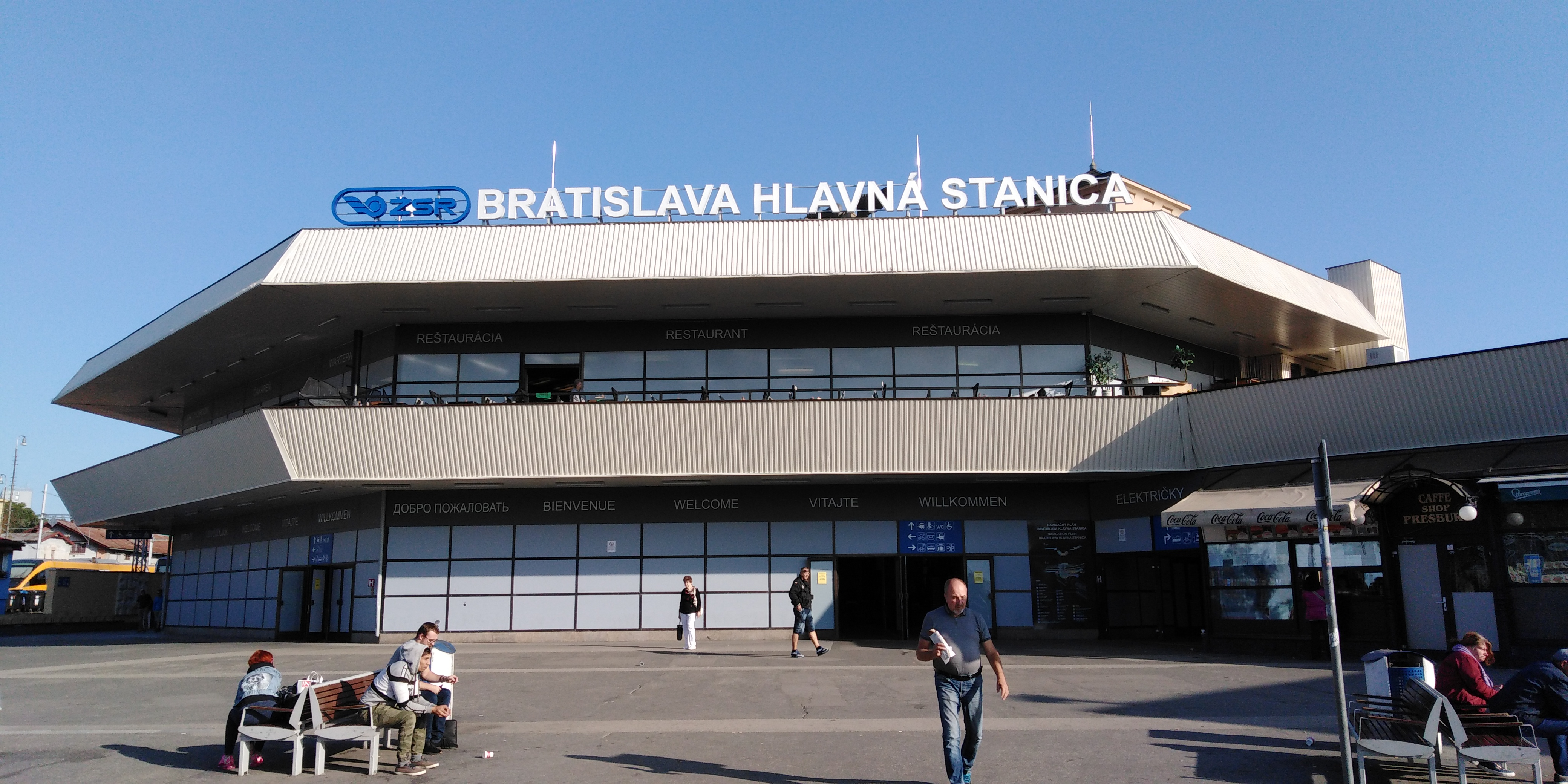
Gare de Bratislava
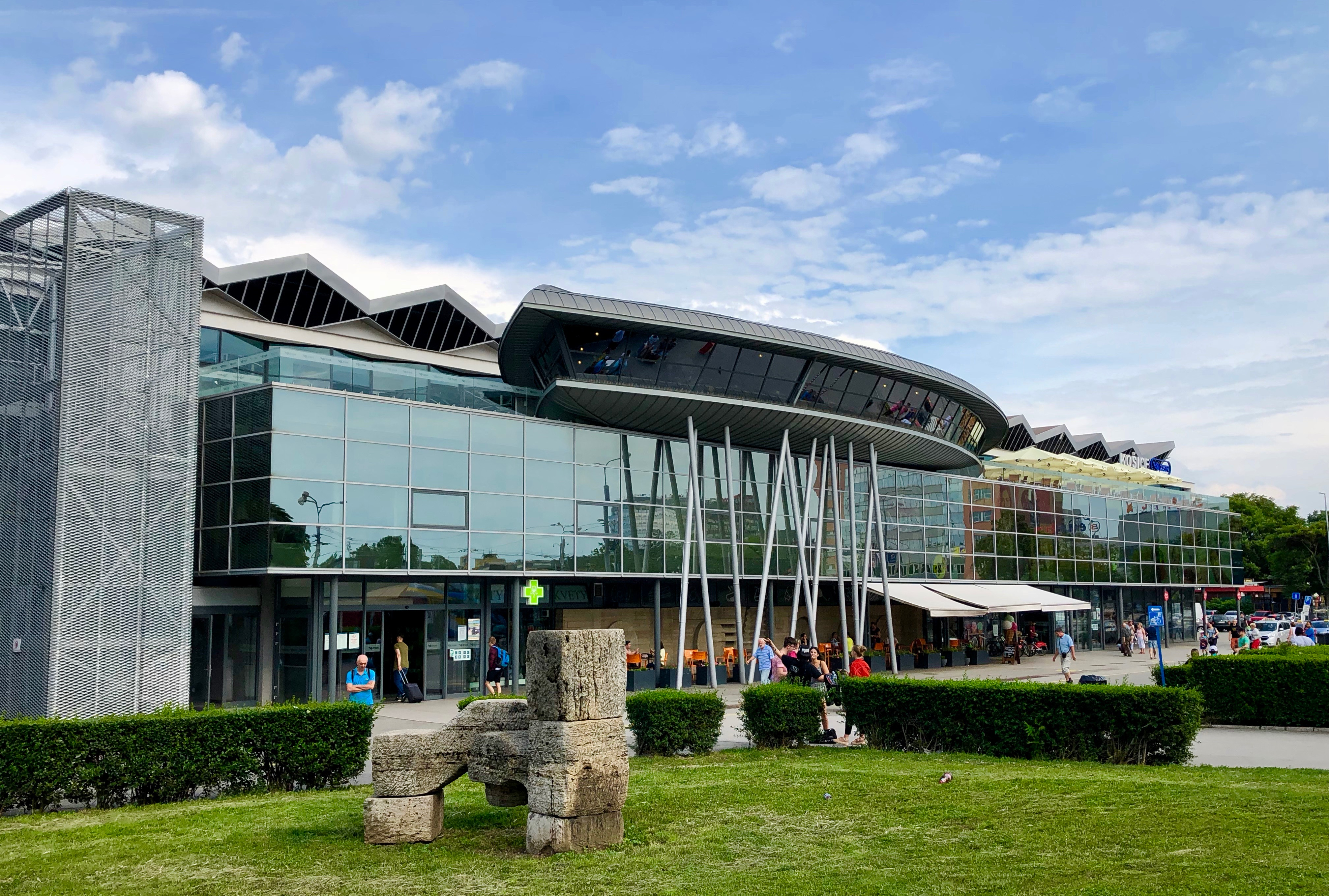
Gare de Kosice